# Forte Varisello

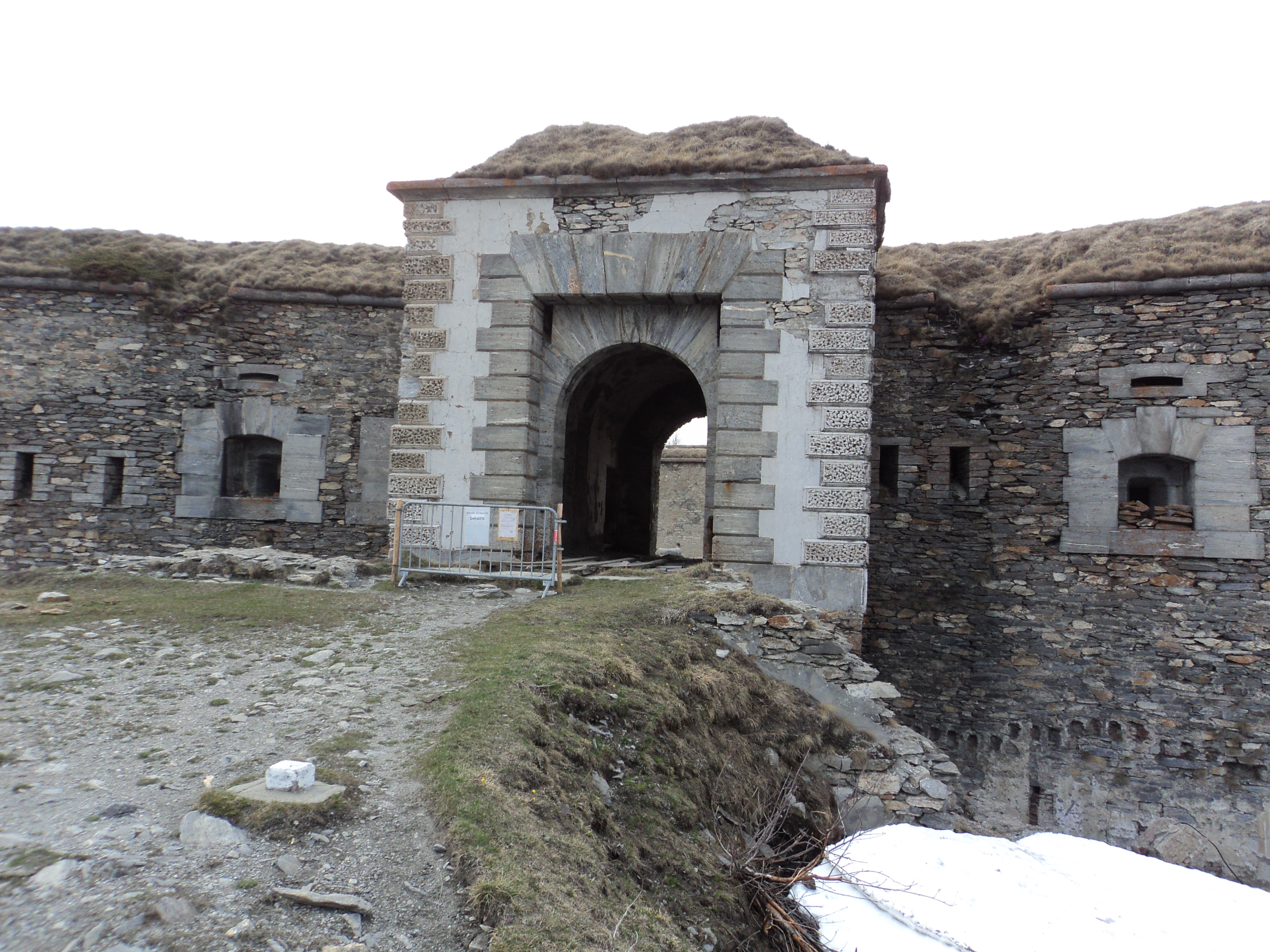
Forte Varisello

Das Forte Varisello (französisch Fort de Variselle) ist eine ehemalige italienische Festung am Col du Mont Cenis. Es wurde von 1877 bis 1880 auf 2106 m Höhe in den Westalpen errichtet und befindet sich nahe der Staumauer des später aufgestauten Lac du Mont Cenis.